# Charles Ricketts
Charles de Sousy Ricketts (2 de octubre de 1866 – 7 de octubre de 1931) fue un polifacético artista, ilustrador, escritor e impresor inglés, más conocido por sus diseños de libros y de tipografía entre 1896 y 1904 para la editorial Vale Press, y por sus diseños de vestuario y decorados teatrales.

## Vida y formación
Ricketts nació en Ginebra, de madre francesa y padre inglés. Creció principalmente en Francia e Italia. Comenzó sus estudios artísticos en la escuela de arte y oficios City and Guilds Technical Art School de Lambeth, en 1882, después de que sus padres hubieran muerto.
Según William Rothenstein, "Ricketts, con su rostro pálido y delicado, su cabello rubio y su barba cobriza, parecía un dibujo de Clouet. Medio francés, tenía la rapidez mental y de habla de un sureño ".
En la escuela de arte conocería a Charles Shannon (1863-1937), pintor y litógrafo, que se convertiría en su compañero durante toda la vida, tanto en el ámbito artístico como en el personal. Siguiendo los consejos de Pierre Puvis de Chavannes, se establecieron en Inglaterra en lugar de hacerlo en el extranjero.

## Press Vale y carrera artística
Juntos fundaron la revista The Dial, que publicaría cinco números entre 1889 y 1897, y la editorial Vale Press, llamada así por el nombre de su residencia, The Vale (El Valle), en Chelsea , Londres. "El retrato de Ricketts por Shannon fue pintado dos años después de que Ricketts hubiera fundado Vale Press. Es un recuerdo de su amistad, de carácter un tanto indeciso, en el que Ricketts vuelve la cabeza para que se vea de perfil. Le gustó por esta razón precisamente, ya que lo muestra "alejándose del siglo XX para pensar tan solo en el XV '. En su dorso está titulado como "El hombre de la capa de Inverness." - National Portrait Gallery

Ricketts se considera uno de dos ilustradores de la obra de Oscar Wilde más conocidos trabajo, siendo el otro Aubrey Beardsley que ilustró Salomé. Tanto él como Shannon fueron amigos y partidarios de Wilde, para el cual Ricketts pintó, según el estilo de Clouet, el protagonista del relato corto de Wilde, "El retrato de W.H."
Fue en su trabajo en Vale Press donde Ricketts desarrollaría sus mejores cualidades. En esta empresa también participaría Thomas Sturge Moore y más tarde, el abogado William Llewellyn Hacon (1860-1910). La impresión en sí era desempeñada por la imprenta Ballantyne Press bajo la supervisión de Charles McCall. Se imprimieron un total de 75 libros, incluyendo la obra completa de Shakespeare en 39 volúmenes, antes que las fuentes tipográficas especiales se destruyeran. Al mismo tiempo, Ricketts también trabajó para la editorial Eragny Press, dirigida por Lucien Pissarro y su esposa Esther, entre 1894 y 1914.
Después de 1902, se dedicó más a la pintura y la escultura. Sus obra principales, expuestas en galerías públicas, son "La muerte de Don Juan" (Tate Gallery), "La Peste" (Musée du Luxembourg, París) y "Montezuma" (Manchester Art Gallery).
Ricketts también escribió sobre el arte, era coleccionista y fue elegido miembro asociado de la Royal Academy en 1922 y miembro de pleno derecho en 1928. En 1929 fue nombrado miembro de la Comisión Real de Bellas Artes.

## Diseño teatral
Ricketts se convirtió en un célebre y cotizado diseñador teatral. "Ricketts es infalible en sus ideas sobre el vestuario", observó The Times. Obras en las que trabajó incluyen Salomé (1906) de Oscar Wilde, Atila (1907) de Laurence Binyon, El rey Lear (1909), La Dama Oscura (1910) de Bernard Shaw, Judith (1916) de Arnold Bennett, Les Fiançailles (El Compromiso) (1920) de Maurice Maeterlinck, Santa Juana (1924) de Shaw, Macbeth (1926) y The Coming of Christ (La Venida de Cristo) (1928) de John Masefield. Fuera de Londres, trabajó para el Abbey Theatre de Dublín en obras de W.B. Yeats y de J.M. Synge. Ricketts también diseñó nuevas producciones muy publicitadas de The Gondoliers (Los Gondoleros) y The Mikado (El Mikado) de Rupert D'Oyly Carte durante la década de 1920.
Michael MacLennan escribió "Last Romantics" (Los últimos románticos), una obra basada en la vida de Ricketts, Shannon y su círculo, incluyendo Oscar Wilde, Aubrey Beardsley y Michael Field. La obra se estrenó en 2003 y fue finalista del Premio Literario del Gobernador General ese mismo año.

## Obras
- The Prado and its Masterpieces (El Prado y sus obras maestras) (1903)
- Titian (Tiziano) (1910)
- Pages on Art (Páginas sobre el Arte) (1913)
- Beyond the Threshold (Más allá del umbral) (1929), [bajo el seudónimo de Jean Paul Raymond]
- Oscar Wilde: Recollections (Oscar Wilde: recuerdos) (1932), [bajo el seudónimo de Jean Paul Raymond]
- Self-Portrait (Autorretrato) (1939)